# Крістерова гірка

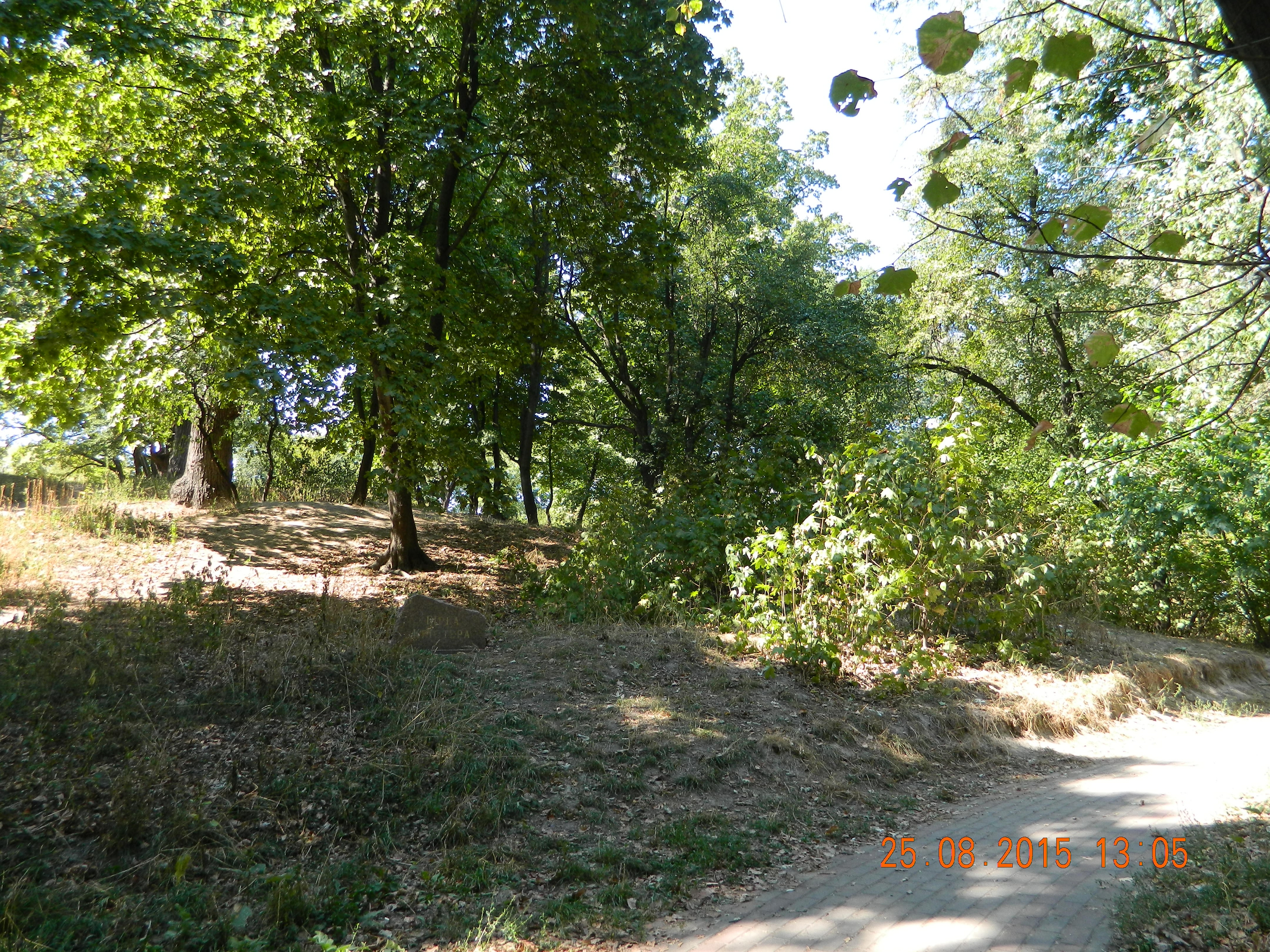
Гірка Крістера сьогодні. Точка зйомки

Крі́стерова гі́рка — історична місцевість у Києві на Пріорці, що розташована на місці колишньої садиби німецького підприємця Вільгельма Крістера, який тут оселився у XIX столітті і заснував однойменну агрофірму. Місцевість розташована на території Подільського району між вулицями Вишгородською, Западинською, Вітряні Гори та Красицького і прилягає до місцевостей Вітряні гори, Западинка, селище Шевченка, Кинь-Ґрусть і Вишгородського житлового масиву. Інші назви місцевості — «урочище Крістера», «хутір Крістера», «дача Крістера».
На території місцевості окрім житлових будинків розташовані парки, численні ботанічні пам'ятки природи, зокрема один заказник і другий за віком дуб Києва. Тут бере свій початок притока Почайни річка Коноплянка, що утворює каскад озер, і розташовані залишки будинку Крістерів, що має статус пам'ятки архітектури. Значну частину території займає закритий житловий комплекс «Паркове місто» розташований за адресою вул. Вишгородська, 45.

## Історія
Місцевість відома з 1-ї половини XIX століття як володіння угорського князя Естергазі. У межах Києва знаходиться з 1833 року. 

### Володіння Крістерів
Сучасна назва місцевості походить від прізвища Вільгельма Ґотліба Крістера (1812–1890; на Київщині — з 1838) — німецького підприємця, який у 1848 році переїхав до Києва, де купив на Пріорці біля вулиці Вишгородської ділянку у князя В. Естергазі (загалом 38 десятин), розчистив її від дерев і у 1850 році створив фірму «Садівництво та насіннєве господарство „В. Крістер“», що стала відомою не лише в Києві, але й далеко за його межами. 
За Крістера пустир було перетворено на квітучий сад, чудовий розсадник плодових дерев, овочів та квітів. Також Крістер завів і зразкове молочне господарство, найкращу у Києві пасіку, розводив рибу, займався акліматизацією винограду і навіть виробляв вино. 
Крістер перетворив своє садівництво на школу для місцевого населення, виписав з Бельгії саджанці 300 сортів яблук та груш, заклав фруктовий сад на 6 десятин, а в 1870 році випустив брошуру «Хозяйственній садовник или краткое наставление для посева семян известных огородных и цветовых растений и дальнейшего за ними ухода». Жителі Куренівки та Пріорки, здобувши знання у Крістера, працювали садівниками по всій Україні. У серпні 1890 року засновника фірми було поховано на території його садівництва. 
Справу батька продовжили його сини: Крістер Едмунд Вільгельмович (1854–1892) та Крістер Юлій Вільгельмович (1848–1916) — член садової комісії Міської думи, потомственний почесний громадянин міста (обидва поховані на Лютеранській дільниці Байкового цвинтаря). Вони заклали нові розсадники на Нивках та в інших місцях. 
У 1900 році садівництво «В. Крістер» мало 128 десятин землі з 5 млн. саджанців. Головна контора, склад та садівництво знаходилися на Пріорці та Куренівці: Едмунда Крістера за адресою Кирилівська, 6 і Юлія Крістера за адресою Межигірська, 77/79. Їх магазини знаходилися в центрі міста за адресами Хрещатик, 37 (Едмунда Крістера) і Інститутська, 2 на розі з Хрещатиком (Юлія Крістера). 
На початку 20 століття фірма щорічно продавала близько 50 тис. саджанців фруктових та майже 100 тис. декоративних дерев, насіння, квіти, виноград, фрукти тощо.

### Радянський час
За радянської доби садівництво було націоналізоване. На початку 1920-х років Крістерова гірка належала «Київлісу». Тут були споруджені будинки відпочинку, на орендній землі площею 38 десятин було створено зразкове господарство (город, сад, оранжереї, насіннєве господарство, виноградник), у шести ставках розводили рибу. 
З 1925 року тут містилися Друга дитяча трудова колонія. У 1929 році колонія була перетворена на «Агрофілію» № 3 київського дитячого містечка «Ленінськ». Філія працювала за програмою агрономічної семирічки, яка готувала з безпритульних дітей фахівців з вирощування садово-городніх культур, насіннєзнавства, садівництва, декоративних рослин, молочного скотарства, бджільництва. Майже 100 дітей здобували трудові навички. 
Пізніше на місці садівництва Крістерів, по вулиці Вишгородській, 45, між вулицями Осиповського та Пріорською був розташований радгосп квітково-декоративних культур «Троянда».

## Сучасний стан
На території Крістерової гірки розташовані три паркові зони:
- пам'ятка природи «Крістерова гірка» уздовж непарного боку вулиці Байди-Вишневецького, на території якої розташований парк нині закритий для громадськості;
- парк, який також часто називається «Гірка Крістера», що розташований на вулиці Вишгородській біля кінотеатру імені Тараса Шевченка;
- сквер «Вітряні Гори», на території якого розташований заказник «Долина річки Коноплянка» і бере початок річка Коноплянка.

На території Інституту харчової біотехнології та геноміки НАН України на вулиці Байди-Вишневецького, 2-а розташована пам'ятка природи «Лісове урочище Крістерів», а також залишки будинку Крістерів.
На вулиці Байди-Вишневецького, між будинками 1 і 3, розташований Дуб Крістера віком 700 років.

### Пам'ятка природи «Крістерова гірка»
У 2001 році частина місцевості площею 4,3 га за адресою вул. Осиповського (Байди-Вишневецького), 1, отримала статус ботанічної пам'ятки природи місцевого значення під назвою «Крістерова гірка». Територія пам’ятки перебуває у комунальній власності міста Києва.
У 2005 році територія пам’ятки та прилегла територія загальною площею 17,28 га були передані в оренду на 15 років відкритому акціонерному товариству «Агрофірма „Троянда“». З них 12,98 га прилеглої території було передано для будівництва житлового комплексу, а 4,3 га території пам'ятки — для її благоустрою.
У 2006 році був схвалений проект благоустрою пам'ятки, що передбачав створення на її території англійського парку, майданчиків відпочинку, а також будівництво житлового комплексу агрофірми — ВАТ «Троянда».
У середині 2000-х років на прилеглій території було розпочато будівництво житлового комплексу «Паркове місто».
Територією пам'ятки протікає мала річка Коноплянка, що утворює каскад озер.

### Парк біля кінотеатру імені Шевченка
Біля кінотеатру імені Шевченка розташований інший парк, що також відомий під неофіційною назвою «Гірка Крістера».
У 2008 році на території парку було проведено акцію з нагоди всесвітнього дня Землі з метою захисту парку та інших пам'ятних об'єктів і зелених зон на території Крістерової гірки. Зокрема на схилі парку було встановлено пам'ятний знак — рожеву гранітну стелу з написом золотистого кольору «Гірка Крістера».
У 2021 році на території парку було відкрито екостежку «Віковічні дуби», яка з'єднала його із парком «Кинь-Грусть» і сквером «Вітряні Гори». Проєкт було втілено у рамках Громадського бюджету міста Києва.
Також у 2021 році було зареєстровано проєкт Громадського бюджету «Сходи Крістера», яким передбачається облаштування безпечного спуску із парку до ставка Кулик уздовж провулку Кузьми Скрябіна.
У грудні 2021 року у парку було встановлено деревʼяний мінімакет Будинку Крістера.

#### Ділянка на Вишгородській, 47-ж
У 2007 році Київрада передала ділянку площею 1,09 га на вул. Вишгородська, 47-ж в оренду на 5 років ТОВ «Київське будівельне підприємство № 3» для будівництва та обслуговування житлового будинку з об’єктами соціально-громадського призначення та підземним паркінгом. У 2012 і 2017 роках договір оренди поновлювався на той же строк. При цьому було змінено орендаря — на ТОВ «Будінвест КМ».
У 2018 році КМДА прийняла до розгляду петицію щодо зупинення вирубки ділянки на вулиці Вишгородській 47-ж, що розташована поряд із парком.
У 2019 році Київрада розірвала договір оренди із забудовником.
Після цього забудовник оскаржив це рішення у суді. Господарський суд міста Києва на попередньому слуханні 1 червня 2020 року не долучив громаду третьою стороною у справі.
23 листопада 2020 року Господарський суд міста Києва визнав протиправним та скасував рішення Київської міської ради № 446/8019 від 12.12.2019 про розірвання договору оренди земельної ділянки площею 1,09 га на вулиці Вишгородській, 47-ж у Подільському районі із ТОВ «Будінвест КМ».

### Лісове урочище Крістерів
На території колишнього маєтку Крістерів і нинішнього Інституту харчової біотехнології та геноміки НАН України за адресою вул. Байди-Вишневецького, 2-а, розташована ботанічна пам'ятка природи місцевого значення «Лісове урочище Крістерів» площею 0,7 га.
На території пам'ятки збереглась цінна ділянка природнього дубово-соснового лісу, з участю клену гостролистого, липи європейської, берези повислої та горобини. У трав’яному покриві виявлені конвалія звичайна, хвощ лісовий, вероніка дібровна, копитень європейський. З природною рослинністю добре гармонують екзоти. Серед них найбільшу цінність становлять три 150-річні дерева бука лісового (висота 30 м, окружність стовбура на висоті 1,3 м у першого дерева — 6,2 м, у другого — 4,1 м, у третього — 3,3 м). Крім того, тут зростають вікові дерева катальпи та клена платанолистого форма Шведлера.

### Будинок Крістера
На території Інституту харчової біотехнології та геноміки НАН України за адресою вул. Байди-Вишневецького, 2-а також розташований будинок Крістерів збудований у 1880-му році. Будинок є пам'яткою архітектури місцевого значення. У 2011 році будинок було розібрано, і відтоді він перебуває на стадії відновлення.

### Сквер «Вітряні Гори»
До пам'ятки «Крістерова гірка» прилягає сквер «Вітряні Гори», у якому бере свій початок річка Коноплянка.
У 2020 році на території скверу було утворено ландшафтний заказник місцевого значення «Долина річки Коноплянка» площею 1,4 га.

### Дерева-пам'ятки
У місцевості розташовані дерева, що мають статус окремих ботанічних пам'яток природи місцевого значення:
- «Віковий дуб Крістера»,[27][4]
- «Ялиця Крістера»,[27][32]
- «Дуб Мозолевського»,[33]
- «Дуб Гуналі»,[34]
- «Вікові дуби».[35]